# روحية حسن القليني
رَوحيّة حَسن القَلّيِني (دسوق 1915 - 1980)، شاعرة مصرية. اُطلق عليها «صاحبة الهوى العذري والتصوف».

## حياتها
ولدت بمدينة دسوق شماليّ مصر عام 1915 وتعلّمت بمدارسها، حتى  التحقت بجامعة القاهرة وحصلت على الليسانس في اللغة العربية من كلية الآداب. وكان من أساتذتها طه حسين، وأحمد أمين وأمين الخولي، كذلك كانت من تلامذة عباس محمود العقاد.
بعد تخرجها، عملت بوزارة المعارف، ثم اُعيرت إلى العراق للعمل في مجال التعليم أيضاً كمديرة لواحدة من المدارس الثانوية. ثم عادت إلى القاهرة سنة 1944 لتعمل في المدارس الابتدائية ثم الثانوية. كما عملت مديراً لإدارة التفرغ (1966) ورعاية الموهوبين من الناشئين (1967)،  كما كانت عضواً بلجنة الشعر، وعضو مجلس الإدارة بجمعية الأدباء بالقاهرة. وشاركت عدة مناسبات شعرية في الخارج منها في مهرجان الأدباء بتونس (1973).
عملت على إنشاء منظمة اتحاد الجامعات في مصر. وآخر المناصب التي شغلتها كان منصب حكومي هو مدير عام الإدارة العامة للتفرغ والمراكز الثقافية (1974)؛ وهذه الإدارة هي التي تقرر منح التفرغ للأدباء والفنانين في مصر.

## دواوينها
- ابتهالات قلب، طبعة المجلس الأعلى للشئون الإسلامية، القاهرة.
- أنغام حالمة، طبعة المؤسسة المصرية العامة للتأليف والنشر، القاهرة.
- حبين إلى …، طبعة الهيئة المصرية العامة للكتاب، القاهرة.
- رحيق الذكريات، طبعة الهيئة المصرية العامة للكتاب، القاهرة.
- شاعرات عربيات، طبعة الدار القومية للطباعة والنشر، القاهرة.
- عبير قلب، طبعة وزارة الثقافة: دار الكتاب، القاهرة.
- لك أنت، طبعة الهيئة المصرية العامة للكتاب، القاهرة.
- عطر الإيمان، طبعة المجلس الأعلى لرعاية الفنون والآداب، القاهرة.[3]